# Štefan Rozkopál
Štefan Rozkopál (* 1965) ist ein Diplomat aus der Slowakei.

## Werdegang
Rozkopál studierte an der Jurafakultät der Comenius-Universität in Bratislava. Ab 1985 führte er sein Studium in der Sowjetunion am Staatlichen Moskauer Institut für Internationale Beziehungen weiter.
1994 begann er als Beamter im Außenministerium der Slowakei zu arbeiten. Hier war er bis 1995 Beauftragter für die Region Südostasien zuständig. Weitere Positionen im Bereich Außenbeziehungen und internationalem Handel im Außenministerium und im Wirtschaftsministerium folgten. Von 2002 bis 2005 arbeitete Rozkopál an der slowakischen Botschaft in Kanada. Hier war er als Charge d'affairs der Leiter der Mission.
Im August 2009 trat Rozkopál, als Nachfolger von Peter Holásek, den Posten als slowakischer außerordentlicher und bevollmächtigter Botschafter in Indonesien an. Mit Sitz in Jakarta hatte Rozkopál als Botschafter zusätzliche Akkreditierungen für Osttimor, die Philippinen und Singapur. Als erster wurde Rozkopál Botschafter der Slowakei bei der Association of Southeast Asian Nations (ASEAN). Für Malaysia und Brunei war in dieser Zeit, abweichend von anderen Botschaftern in Jakarta, ein anderer Botschafter akkreditiert. Für Singapur übergab Rozkopál seine Akkreditierung an Präsident Sellapan Ramanathan am 22. September 2009. Die Akkreditierung für die ASEAN wurde von Rozkopál an Generalsekretär Surin Pitsuwan am 10. Februar 2010 übergeben. Rozkopáls Amtszeit in Jakarta endete im September 2013. Ihm folgte als neuer Botschafter Michal Slivovič.
Ab September 2013 war Rozkopál Generaldirektor der Abteilung Außenhandel sowie der Abteilung Außenpolitik und europäische Angelegenheiten im Wirtschaftsministerium im Handelsministerium der slowakischen Republik und diente gleichzeitig bis 2015 als ständiger Vertreter der Slowakei bei der Kommission für Handelspolitik der Europäischen Union. Seit dem 9. Juli 2015 ist Rozkopál, als Nachfolger von Ján Šoth, der Leiter des Büros des Staatspräsidenten der slowakischen Republik, das sich um die Aufgaben im Umfeld der amtlichen, organisatorischen und technischen Aktivitäten des Präsidenten kümmert.

## Sonstiges
Štefan Rozkopál ist verheiratet und hat drei Töchter.
Rozkopál spricht neben seiner Muttersprache Englisch, Russisch, Deutsch und Indonesisch.